# Мауріціо Лупі
Мауріціо Лупі (італ. Maurizio Lupi; нар. 3 жовтня 1959, Мілан) — італійський політик, з 28 квітня 2013 є міністром інфраструктури і транспорту в урядах Енріко Летти і Маттео Ренці. Належить до Нового правого центру.

## Життєпис
Вивчав політологію в Католицькому університеті Святого Серця у Мілані. Він працював журналістом, у тому числі в Il Sabato. У 90-ті роки почав політичну діяльність. У 1997 році був обраний до міської ради Мілану, з 1997 по 2001 став асесором мера Габріеле Альбертіні.
Вступив у партію Вперед, Італія, а потім — до Народу свободи. У 2001 вперше отримав мандат члена Палати депутатів. Переобирався у 2006, 2008 і 2013. У парламенті, зокрема, обіймав посаду віце-спікера.